# سیمون (زن‌پوش)
سیمون (به انگلیسی: Symone) (زاده ۱۴ ژانویهٔ ۱۹۹۵) زن‌پوش آمریکایی است.